# Ганеев, Рашид Аширович
Ганеев Рашид Аширович (род. 18 января 1955, Ташкент) — советский, узбекский учёный-физик в области лазеров и оптики.

## Биография
Р. А. Ганеев родился 18 января 1955 года в Ташкенте (Узбекистан). Доктор физико-математических наук (1998). Основные научные интересы: генерация высших гармоник лазерного излучения, нелинейно-оптические свойства различных веществ, исследование и использование источников когерентного коротковолнового излучения, воздействие мощных лазерных импульсов на вещество. Руководил многочисленными исследованиями в области нелинейной оптики, проведенными в Институте Ионно-Плазменных и Лазерных Технологий (Узбекистан), Институте Физики Твердого Тела (Япония), Институте Стандартов и Научных Исследований (Малайзия), Центре Передовых Технологий (Индия), Национальном Институте Научных Исследований (Канада), Химико-Физическом Институте Рокасолано (Испания), Имперском колледже (Великобритания), Университете Мюнстера (Германия) и Медицинском Университете Саитама (Япония). Р. А. Ганеев опубликовал более 300 статей в ведущих научных журналах. Р. А. Ганеев награждён медалью Галилео Галилея Международной Комиссии по Оптике (2002) и Международной Премией Хорезми (2011) . В 2008 г. он был избран в Академию Наук Развивающихся Стран (TWAS).